# Mandla (Distrikt)
Mandla ist ein Distrikt im indischen Bundesstaat Madhya Pradesh. Verwaltungssitz ist die gleichnamige Stadt Mandla.

## Geografie
Der Distrikt liegt im Osten des Bundesstaats Madhya Pradesh an der Grenze zum Bundesstaat Chhattisgarh. Er grenzt im Nordwesten und Norden an den Distrikt Jabalpur, im Nordosten und Osten an den Distrikt Dindori, im Südosten an den Bundesstaat Chhattisgarh, im Süden an den Distrikt Balaghat sowie im Südwesten und Westen an den Distrikt Seoni. 
Naturräumlich zerfällt der Distrikt in Bergland, Hochebenen und Tiefebenen. Das Bergland gehört zur Maikal Range. Der Fluss Narmada durchquert den Distrikt von Ost nach West. Den größten Teil des Gebiets bilden zwei Hochebenen. Dazu kommen die Flusstäler und die fruchtbare Tiefebene im Süden des Distrikts. Die Regenmenge unterliegt starken Schwankungen. Aber rund 90 % fallen während der sommerlichen Monsunzeit (zweite Juniwoche bis Ende September). In den Monaten Juli bis September ist die Luftfeuchtigkeit sehr hoch. Am wärmsten ist es in den Monaten April bis Juni. Weite Gebiete sind von Wald bedeckt.

## Geschichte
Die abgelegene Region war oft nur nominell abhängig von den wechselnden Reichen in Nordindien. Sie wurde vom 6. Jahrhundert bis ins 18. Jahrhundert von Fürsten aus dem Volk der Gond geführt. Im 16. Jahrhundert kam es zu Auseinandersetzungen mit dem Mogulreich. Das Fürstentum verlor zahlreiche Gebiete ans Mogulreich, zahlte aber die meiste Zeit nur einen Tribut. Es wurde mehrfach von dynastischen Kriegen der Führer der Gond heimgesucht. Im 18. Jahrhundert geriet die Region unter Druck der Marathen und gehörte ab 1784 zum Marathenreich. Der heutige Distrikts Mandla kam im Jahr 1818 unter die Herrschaft der Britischen Ostindien-Kompanie. Mandla war dann ein Tehsil im Distrikt Seoni, bis es im Jahr 1840 zum damaligen Distrikt Jubbulpore (Jabalpur) kam. Im Jahr 1851 wurde Mandla ein eigener Distrikt. Nach dem indischen Aufstand im Jahr 1857 kam das Gebiet bis 1947 unter direkte britische Herrschaft. Es wurde Teil der Jubbulpore (Jabalpur) Division der Verwaltungsregion Central Provinces. Nach der Unabhängigkeit wurde es wie das gesamte Gebiet Teil von Madhya Pradesh. Am 22. Mai 1998 spaltete sich der heutige Distrikt Dindori vom Distrikt Mandla ab.

## Bevölkerung

### Einwohnerentwicklung
In den ersten Jahrzehnten des 20. Jahrhunderts wuchs die Bevölkerung bereits stark an. Trotz Seuchen, Krankheiten und Hungersnöten. Seit der Unabhängigkeit Indiens hat sich die Bevölkerungszunahme beschleunigt. Seit 1951 war in den jeweils zehn Jahren zwischen den einzelnen Volkszählungen ein sehr starkes Wachstum zu verzeichnen. Während die Bevölkerung in der ersten Hälfte des 20. Jahrhunderts um rund 72 % zunahm, betrug das Wachstum in den fünfzig Jahren zwischen 1961 und 2011 251 %. Die Bevölkerungszunahme zwischen 2001 und 2011 lag bei 17,97 % oder rund 161.000 Menschen. Offizielle Bevölkerungsstatistiken der heutigen Gebiete sind seit 1901 bekannt und veröffentlicht.
| Jahr      | 1901    | 1911    | 1921    | 1931    | 1941    | 1951    | 1961    | 1971    | 1981    | 1991    |
| Einwohner | 207.152 | 263.662 | 251.438 | 290.034 | 328.300 | 356.304 | 420.563 | 539.873 | 627.717 | 779.414 |

### Bedeutende Orte
Im Distrikt gibt es acht Orte, die als Städte (towns und census towns) gelten. Dennoch ist der Anteil der städtischer Bevölkerung im Distrikt sehr gering. Denn nur 130.189 der 1.054.905 Einwohner oder 12,34 % leben in städtischen Gebieten. Die fünf Orte mit mehr als 10.000 Einwohnern sind:

### Volksgruppen
In Indien teilt man die Bevölkerung in die drei Kategorien general population, scheduled castes und scheduled tribes ein. Die scheduled castes (anerkannte Kasten) mit (2011) 48.425 Menschen (4,59 Prozent der Bevölkerung) werden heutzutage Dalit genannt (früher auch abschätzig Unberührbare betitelt). Die scheduled tribes sind die anerkannten Stammesgemeinschaften mit (2011) 610.528 Menschen (57,88 Prozent der Bevölkerung), die sich selber als Adivasi bezeichnen. Zu ihnen gehören in Madhya Pradesh 46 Volksgruppen. Mehr als 5000 Angehörige zählen die Gond (529.157 Personen oder 50,16 % der Distriktsbevölkerung), Baiga (43.331 Personen oder 4,11 % der Distriktsbevölkerung) und Kol (18.818 Personen oder 1,78 % der Distriktsbevölkerung).

## Wirtschaft
Der Distrikt Mandla gehört nach offizieller Statistik zu den 250 rückständigsten Distrikten Indiens. Er ist in sehr hohem Maße landwirtschaftlich geprägt. An Rohstoffen werden Bauxit, Mangan, Granitstein und Kalkstein abgebaut.
In der Landwirtschaft werden hauptsächlich Weizen, Reis, Mais, Straucherbsen, Kichererbsen und Senfpflanzen angebaut. Hinzu kommt die Tierhaltung mit hunderttausenden von Tieren (meist Rinder, Büffel, Ziegen, Geflügel und Schafe).

## Verwaltungsgliederung
Die Verwaltungseinheit Mandla gibt es als Tehsil oder Distrikt seit 1818 in wechselnder Größe. Der Distrikt Mandla besteht aus den sechs Verwaltungsbezirken (Tehsils oder Subdivisions) Bichhiya, Ghughri, Mandla, Nainpur, Narayanganj und Niwas. Er zählt acht Städte und 1212 bewohnte Dörfern mit acht Stadtverwaltungen und 493 Dorfverwaltungen.

## Verkehr
Es gibt insgesamt acht Bahnhöfe im Distrikt. Hinzu kommen die überregionalen Straßenverbindungen National Highway 30 (von Nordwest nach Südosten) und National Highway 543 (von Südwest nach Nordost).

## Sehenswürdigkeiten
- Kanha-Nationalpark, ein Tiger-Reservat
- Mandla Plant Fossils National Park